# Авен и јазопас у Земљи Ваука
Авен и јазопас у Земљи Ваука је књига Уроша Петровића, објављена као ауторско издање 2003. године, а у издавачкој кући Лагуна почетком јануара 2005. године. Роман припада жанру епске фантастике. Радња романа прати епску, иницијацијску авантуру дечака Авена у детаљно измаштаном свету Гондване. Петровић је и аутор илустрација унутар књиге.

## О Роману
Роман би се могао описати као роман за децу, али и оне младе духом. Интересантно је да је дело конципирано са елементима природњачке енциклопедије посвећене свету Ничијег станишта на праконтинету Гондвани, на познавању законитости стварног света испреплетане са авантурама главног јунака Авена и његовог јазопса Горда. Креативност и машта добијају примат над личним осећањима или приказивање реалности са директном или индиректном критиком друштвеног стања. Фантастика, ипак, у себи може да садржи све то, али у скривеном слоју дела и то стварајући сасвим нови свет као што је то случај у овом роману нових и постојећих старих врста флоре и фауне.

### Радња Романа
Основу зивања романа прадставља нарушавање природног склада и борба за његово поновно успостављање. Све људске заједнице на праконтиненту и целокупну природу угрожава технолошки напредна заједница Ваука, четвороногих крвопија који цео свет покушавају да потчине својим основним потребама, тј. исхрани и размножавању. Особеност романа је дочаравање специфичних виртуелних екосистема, како животињских, тако и биљних. Уз сваку екосистем, аутор је дао и својеручно нацртане представе биљног и животињског света. Описујући живи свет сваког станишта кроз које ће у својим авантурама Авен пролазити, Урош Петровић је сачинио целокупну биогеографију праконтинента Гондване на коме се радња одвија.
Авен путује и поново уједињује раздвојене људске заједнице у један основни циљ, а то је пуко преживљавање.

### Ликови
- Авен, белокоси дечак који припада старој лози Вилуса, живи у изолованој долини.
- Авенов нераздвојни пријатељ јазопас, Горд, подземна звер изузетне снаге која копа рупе.
- Калемари, људи који се баве укштањем различитих биљних врста.
- Тундири
- Томејци, људи за које се не зна да ли уопште још постоје или су истребљени.
- Суровари
- Вауци, црни и бели и њихове укрштене сподобе којима покушавају да завладају целим светом.

## Рецепција дела
Др Љиљана Пешикан-Љуштановић је у поговору, између осталог, написала: "Петровић приповеда промишљено, јасно, прегледно и прецизно, обликујући узбудљив и привлачан роман у коме духовитост, особена мисаоност и ненаметљива, али топла емотивност остварују драгоцену противтежу узбудљивој и напетој радњи. Слика копнених китова који певају пролазећи океаном траве и слика људске војске која на китовим прелази пустињу, спада тако у најупечатљивије сцене романа које трајно богате ризницу виртуелних слика епске фантастике и њених читалаца."
Др Зоран Живковић је у рецензији написао: "Ако вам је Урош Петровић познат као изузетно интелигентан човек, онда сте упућени само у пола истине о њему. Ево прилике да, прочитавши његову чудесну повест о Авену, дознате и другу половину - зашто је он такође мајстор древне и отмене уметности фантастичног."
Др Јован Љуштановић је у рецензији написао: "То је пут кроз велики и сложен свет и, истовремено, пут иницијације. Не памтимо да је код нас неко пре Уроша Петровића створио тако развијен фантастични свет, са толико необичних земаља и бића..."
Марина Токин: "Роман Уроша Петровића Авен и јазопас у Земљи Ваука, најлакше би било дефинисати као прво дело епске фантастике за децу домаћег аутора, међутим оваква одредница неправедно би наметнула жанровски оквир роману сужавајући га стилски, али и тематски, те ограничавајући поље сазнања кроз која се роман креће."
Роман Авен и јазопас у Земљи Ваука предмет је више научних радова из књижевности и по мишљењу многих проучавалаца литературе, први је прави роман епске фантастике на српском језику.